# Черето Кастело
Черѐто Кастѐло (на италиански: Cerreto Castello; на пиемонтски: Sciarej, Шарей) е село в Северна Италия, община Куареня Черето, провинция Биела, регион Пиемонт. Разположено е на 280 m надморска височина.